# Бенуа Мійо
Бенуа Мійо (фр. Benoît Millot, нар. 10 січня 1982, Шатне-Малабрі) — французький футбольний арбітр, обслуговує матчі Ліги 1 з 2011 року. З 2014 року — арбітр ФІФА.

## Біографія
З 2004 року обслуговував матчі аматорського чемпіонату Франції, поступово підіймаючись вверх, поки не був підвищений до Ліги 1 у 2011 році, у віці 29 років, що зробило його одним з наймолодших арбітрів у вищому французькому дивізіоні. 13 серпня 2011 року Мійо провів свою першу гру у елітному дивізіоні, коли «Сошо» програв «Кану» (0:1). Під час цього матчу арбітр одного разу вийняв жовту картку. 
У січні 2014 року кількість французьких міжнародних арбітрів зросла з 9 до 10, що дозволило Мійо отримати статус арбітра ФІФА. Провів свій перший міжнародний матч 25 травня 2014 року, коли збірна Малі програла у Парижі товариський матч Гвінеї (1:2). Під час цього матчу французький арбітр не показав жодної жовтої картки, однак він призначив пенальті, який дозволив гванейцям забити вирішальний гол. Француз дебютував як головний арбітр у єврокубках 24 липня під час матчу між «Копером» та «Нефтчі» (Баку) у матчі кваліфікації Ліги Європи УЄФА, який завершився із рахунком 0:2, а Мійо показав шість жовтих карток, одна з яких була другою і призвела до вилучення словенця.
30 березня 2019 року був обслуговував фінал Кубка французької ліги 2018/19 між «Страсбуром» і «Генгамом». А вже у кінці року як відеоасистент у штабі румунського арбітра Овідіу Гацегана поїхав на клубний чемпіонат світу 2019 року в Катарі.